# Thanh Hòa, Đồng Tháp
Thanh Hòa là một phường thuộc tỉnh Đồng Tháp, Việt Nam.

## Địa lý
Phường Thanh Hòa có vị trí địa lý:
- Phía đông giáp phường Mỹ Phước Tây.
- Phía tây giáp xã Mỹ Thành và Bình Phú.
- Phia nam giáp phường Cai Lậy.
- Phía bắc giáp xã Thạnh Phú.

Phường Thanh Hòa có diện tích 19,50 km², dân số năm 2025 là 20.903 người, mật độ dân số đạt 1.071 người/km².

## Hành chính
Xã Thanh Hòa được chia thành 4 ấp: Thanh Hiệp, Thanh Bình, Thanh Hưng, Thanh Sơn.

## Lịch sử
Ngày 16 tháng 6 năm 2025, Ủy ban Thường vụ Quốc hội ban hành Nghị quyết số 1663/NQ-UBTVQH15 về việc sắp xếp các đơn vị hành chính cấp xã của tỉnh Đồng Tháp năm 2025. Theo đó, sắp xếp toàn bộ diện tích tự nhiên, quy mô dân số của Phường 2 và các xã Tân Bình, Thanh Hòa thành phường mới có tên gọi là phường Thanh Hòa.
Sau khi sáp nhập, phường Thanh Hòa có 19,50 km² diện tích tự nhiên và dân số 20.903 người.

## Ảnh
|  |  |  |  |
|  |  |  |  |